# Cinara nigripes
Cinara nigripes är en insektsart. Cinara nigripes ingår i släktet Cinara och familjen långrörsbladlöss. Inga underarter finns listade i Catalogue of Life.